# Molí del Pouet
El molí del Pouet (conegut localment i en castellà com el Pocillo) se situa als afores del municipi de Sot de Xera (Els Serrans, País Valencià), al costat del riu Sot. Es tracta d'un antic molí de gra, mogut per aigua, de finals del segle xix, concretament en l'any del còlera, 1885 i en ell els treballadors de Sot s'oferien a treballar pel simple fet de menjar, sense cobrar cap salari. És al paratge del Pocillo, on hi ha una font d'aigua que a l'hivern ix calenta i a l'estiu fresca i al costat de l'antic safareig públic del que es conserven algunes restes.

## Descripció
És un edifici de dues plantes amb una menuda escala interior, que antigament es distribuïa en planta baixa on estava la tremuja, farinera, etc. i damunt les cambres d'assecat del blat que cobria també altra planta rectangular, dedicada al corral d'animals per al sustente de la família. En la planta superior hi havia una ximenera i armaris de rebost per a guardar alguns estris i menjar, on es podia pernoctar en cas de necessitats del treball.

## Funcionament
El Molí del Pocillo tenia dret a l'aigua durant tota el matí i venien obligats a netejar i reparar la séquia del poble.
L'aigua per al seu funcionament la rebia a través d'una séquia paral·lela al camí d'accés, que finalitzava en una bassa de regulació de cabal hidràulic en la part posterior de l'edifici. En l'interior conserva peces de l'antiga maquinària, engranatges i una pedra cilíndrica.
El sistema de cobrament per moldre els cereals, tant de blat, ordi, dacsa, etc., consistia en una llibreta per "barchilla", aproximadament l'equivalència de mig quilo per uns quinze o setze de gra molt. En l'any 1946 es modifica la maquinària antiga formada pel primitiu sistema de "rodezno" per a fer rodar el queixal o pedra superior mòbil, per un mecanisme d'engranatges metàl·lics anomenat Catalina que va augmentar les revolucions del queixal.